# Sanaüja
Sanaüja község Spanyolországban, Lleida tartományban. Sanaüja Torrefeta i Florejacs, Pinell de Solsonès, Biosca, Massoteres és Vilanova de l'Aguda községekkel határos. Lakosainak száma 379 fő (2024).

## Népesség
A település népessége az utóbbi években az alábbiak szerint változott:
| Lakosok száma | 555  | 1317 | 934  | 713  | 475  | 476  | 457  | 423  | 380  | 379  |
|               | 1717 | 1887 | 1936 | 1960 | 1986 | 2004 | 2009 | 2014 | 2019 | 2024 |